# Občanský zákoník

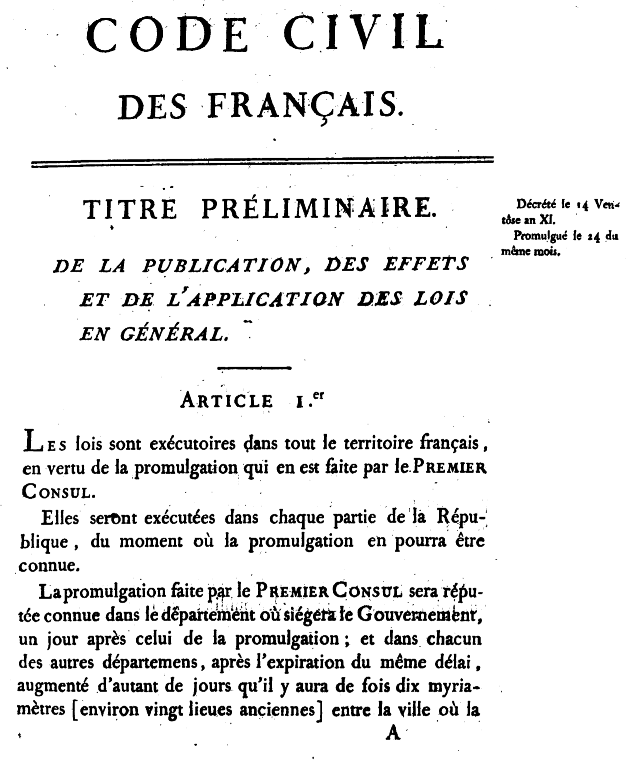
První strana Code Civil z roku 1804

Občanský zákoník je zákoník komplexně a systematicky upravující hmotné soukromé právo určitého státu. V některých zemích ho může zahrnovat téměř celé, v jiných reguluje jen jeho nejdůležitější partie, zejména občanské právo, a například obchodní  či rodinné právo může být zahrnuto v samostatných zákonech. Systematická organizace práva do zákoníků je typická pro kontinentální evropskou tradici.
V oblasti procesního práva ho doplňují soudní řády, v České republice je to občanský soudní řád z roku 1963.

## Historie
Myšlenka upravit celý korpus práva uceleným souborem zákonů je velmi stará (viz například Corpus iuris civilis císaře Justiniána ze 6. století), účelného naplnění došla však až pod vlivem idejí osvícenství počátkem 19. století.
Prvním (a ve znění novel dodnes platným) občanským zákoníkem z tohoto období je napoleonský francouzský občanský zákoník Code civil z roku 1804. Tento zákoník inspiroval přijímání obdobných legislativních děl v dalších evropských zemích.
Pro české země měl velký význam rakouský Všeobecný zákoník občanský (Allgemeines bürgerliches Gesetzbuch, známý jako zkratka ABGB) z roku 1811, který v Rakousku stále platí. Stále platný je také mladší a obsáhlý německý občanský zákoník (Bürgerliches Gesetzbuch, zkratka BGB) z roku 1896.
Snaha o komplexní kodifikaci soukromého práva se naopak vyhnula zemím angloamerické právní kultury, protože jejich právo tradičně vznikalo především na základě soudních precedentů (case law) a vznik rozsáhlých kodexů v těchto zemích nemá tradici.

## Československé a české občanské zákoníky
Všeobecný zákoník občanský byl do československého práva přejat recepčním zákonem, platil však jen v české části státu, protože na Slovensku a Podkarpatské Rusi bylo v soukromoprávní oblasti recipováno uherské zvykové právo. Tento dualismus se za celé předválečné období nepodařilo překonat, ačkoli byla už v roce 1937 připravena osnova československého občanského zákoníku. Tu se však vzhledem k nadcházejícím událostem nepodařilo projednat a tak až v roce 1950 byl přijat střední zákoník občanský. ABGB však v části věnované pracovnímu právu platil až do roku 1965.
Střední občanský zákoník nicméně nezahrnoval veškeré soukromé právo a především byl záhy nahrazen novou právní úpravou. Následující a díky zásadní novelizaci z roku 1991 až do konce roku 2013 platný občanský zákoník z roku 1964 v tendenci roztříštit soukromé právo do více samostatných zákonů pokračoval, takže úpravu obchodních vztahů přenechal obchodnímu zákoníku, rodinné vztahy zákonu o rodině a pracovněprávní vztahy zákoníku práce. Neobsahoval též otázky spolkového práva, nadačního práva či pojišťovnického práva a samostatné zákony byly věnovány i bytům a nebytovým prostorům.
Skutečnou kodifikací soukromého práva je občanský zákoník, který byl přijat roku 2012 a účinnosti nabyl 1. ledna 2014. Kromě oblastí upravených zrušeným zákoníkem z roku 1964 totiž zahrnul i rodinné, spolkové, pojišťovací právo a další právní oblasti, navíc v sobě sjednotil závazkové právo. Kromě obchodního korporátního práva, obsaženého v zákoně o obchodních korporacích, mimo něj zůstalo jen pracovní právo.